# العلاقات الإماراتية الفنلندية
العلاقات الإماراتية الفنلندية هي العلاقات الثنائية التي تجمع بين الإمارات العربية المتحدة وفنلندا.

## مقارنة بين البلدين
هذه مقارنة عامة ومرجعية للدولتين:
| وجه المقارنة                                              | الإمارات العربية المتحدة | فنلندا                                                                               |
| --------------------------------------------------------- | ------------------------ | ------------------------------------------------------------------------------------ |
| المساحة (كم2)                                             | 83.60 ألف                | 338.42 ألف                                                                           |
| عدد السكان (نسمة)                                         | 9.40 مليون               | 5.52 مليون                                                                           |
| الكثافة السكانية (ن./كم²)                                 | 112.44                   | 16.31                                                                                |
| العاصمة                                                   | أبو ظبي                  | هلسنكي                                                                               |
| اللغة الرسمية                                             | اللغة العربية            | اللغة الفنلندية، اللغة السويدية                                                      |
| العملة                                                    | درهم إماراتي             | يورو، ماركا فنلندية                                                                  |
| الناتج المحلي الإجمالي (بليون دولار)                      | 382.58 مليار             | 251.88 مليار                                                                         |
| الناتج المحلي الإجمالي (تعادل القوة الشرائية) بليون دولار | 640.72 مليار             | 231.84 مليار                                                                         |
| الناتج المحلي الإجمالي الاسمي للفرد دولار أمريكي          | 40.44 ألف                | 42.31 ألف                                                                            |
| الناتج المحلي الإجمالي للفرد دولار أمريكي                 | 67.67 ألف                | 40.68 ألف                                                                            |
| مؤشر التنمية البشرية                                      | 0.835                    | 0.883                                                                                |
| رمز المكالمات الدولي                                      | +971                     | +358                                                                                 |
| رمز الإنترنت                                              | .ae، .امارات             | .fi                                                                                  |
| المنطقة الزمنية                                           | ت ع م+04:00              | ت ع م+02:00، ت ع م+03:00، أوروبا/هلسنكي ‏، توقيت شرق أوروبا، توقيت شرق أوروبا الصيفي ‏ |

## منظمات دولية مشتركة
يشترك البلدان في عضوية مجموعة من المنظمات الدولية، منها:
| علم المنظمة | اسم المنظمة                               | تاريخ انضمام الإمارات العربية المتحدة | تاريخ انضمام فنلندا |
| ----------- | ----------------------------------------- | ------------------------------------- | ------------------- |
|             | مؤسسة التنمية الدولية                     | 23 ديسمبر 1981                        | 29 ديسمبر 1960      |
|             | يونسكو                                    | 20 أبريل 1972                         | 10 أكتوبر 1956      |
|             | وكالة ضمان الاستثمار متعدد الأطراف        | 20 أكتوبر 1993                        | 28 ديسمبر 1988      |
|             | الأمم المتحدة                             | 9 ديسمبر 1971                         | 14 ديسمبر 1955      |
|             | الفريق المعني برصد الأرض                  | ?                                     | ?                   |
|             | الاتحاد البريدي العالمي                   | ?                                     | ?                   |
|             | البنك الدولي للإنشاء والتعمير             | 22 سبتمبر 1972                        | 14 يناير 1948       |
|             | المنظمة الهيدروغرافية الدولية             | ?                                     | ?                   |
|             | الاتحاد الدولي للاتصالات                  | 27 يونيو 1972                         | 1 سبتمبر 1920       |
|             | منظمة حظر الأسلحة الكيميائية              | ?                                     | ?                   |
|             | مؤسسة التمويل الدولية                     | 30 سبتمبر 1977                        | 20 يوليو 1956       |
|             | المركز الدولي لتسوية المنازعات الاستشارية | 22 يناير 1982                         | 8 فبراير 1969       |
|             | منظمة التجارة العالمية                    | ?                                     | 1995                |
|             | منظمة الشرطة الجنائية الدولية             | ?                                     | ?                   |
|             | البنك الإفريقي للتنمية                    | ?                                     | ?                   |

## وصلات خارجية
- موقع وزارة الخارجية الإماراتية
- موقع وزارة الخارجية الفنلندية